# 쓰카구치역 (한큐 전철)
쓰카구치역(일본어: 塚口駅, つかぐちえき)은 일본 효고현 아마가사키시에 있는 한큐 전철의 역이다. 고베 본선과 이타미 선과의 환승역으로 이타미 선은 시종착역이다. 역 번호는 HK-06이다.
특급 이외의 모든 영업 열차가 정차하며, 특히 평일 아침 러시아워는 정차 열차 수가 많다.

## 역사
- 1920년 7월 16일: 한신 급행 전철(현, 한큐 전철) 고베 본선・이타미 선 개통과 동시에 영업 개시.
- 1987년 12월 14일: 쾌속급행 정차역이 됨.
- 1995년 6월 12일: 통근특급, 통근급행 정차역이 됨.
- 2013년 12월 21일: 역 번호(HK-06) 도입.

## 역 구조
혼합식 승강장 2면 3선의 지상역이다.
북쪽의 2,3번 선은 승강장이 섬식 승강장으로 고베 본선은 1,2번 선을 이타미 선은 3번 선을 사용한다. 이타미 선은 본 역 구내만 단선이다. 예전에는 이타미 선의 선로가 고베 본선에 대해서 직각으로 교차된 배선이다, 승강장도 3,4번 선 2개 존재했었다(슈쿠가와 역과 같은 구조). 또, 3번 선의 북쪽에는 당초 하차 전용 승강장이 있었지만 얼마되지 않아 철거되었다.
각 플랫폼 사이는 지하도에서 연결되며 역 남북 양쪽으로 개찰구가 있다. 역 중앙의 지하도에는 오래 전부터 에스컬레이터가 설치되어 2011년 3월에는 엘리베이터도 증설되었으며, 북쪽 개찰구 부근에 슬로프가 마련되었다.
화장실은 2,3번 선 플랫폼 상(고베 본선과 이타미 선이 분기하는 근처)에 있다. 2000년대 후반 이후 개수되고 다기능 화장실도 정비되었다. 또한, 예전에는 이 부근에 인근 미쓰비시 이타미 제작소 직원만이 이용할 수 있는 "통근 전용 출구"가 있었지만 1991년에 폐쇄되었다.

### 승강장
| 번호 | 노선        | 방향 | 행선                                                                                        |
| ---- | ----------- | ---- | ------------------------------------------------------------------------------------------- |
| 1    | ■ 고베 본선 | 하행 | 니시노미야키타구치・고베 (산노미야)・신카이치・다카라즈카・산요 전철선(아카시・히메지) 방면 |
| 2    | ■ 고베 본선 | 상행 | 오사카 (우메다)・주소・교토・기타센리・이케다・미노오 방면                                  |
| 3    | ■ 이타미 선 |      | 이나노・신이타미・이타미 방면                                                               |

## 역 주변
역 북쪽으로는 좁은 상가가 펼쳐진다. 역 남쪽도 어수선하였지만, 1978년에 재개발로 인한 거대한 로터리를 가진 버스와 택시의 대기소가 정비되어 양쪽에는 복합 상업 시설 "쓰카구치 산산타운"이 개업하였다.
이타미시 경계와도 비교적 가깝기 때문에 역 북쪽 출입구에는 이타미 시 교통국 버스도 타고 있다.
또, 서일본 여객 철도(JR 서일본) 후쿠치야마 선 (JR 다카라즈카 선) 쓰카구치 역과는 직선 거리로 800m 정도 떨어져 있지만 본 역 동쪽에서 JR다카라즈카 선이 고베 본선의 고가를 지나고 있다.

### 쓰카구치 산산타운
- 1번관
  - 츠카그치 산산 극장
  - 다이에쓰카 구치점
  - 미나토 은행 쓰카 구치 지점
  - 마쓰야 덴키 쓰카구치다이에점
- 2번관
  - 리소나 은행 쓰카구치 지점
  - TSUTAYA
  - 효고 현 적십자 혈액원 아마가사키 출장소(쓰카구치 산산타운 헌혈 룸)
  - 효고 현 여권 사무소 아마가사키 출장소
  - 아마가사키 시청 한큐 쓰카구치 서비스 센터
- 3번관
- 다이에 쓰카구치점
- 아마가사키 신용 금고(ATM전용)
  - 유초 은행
  - 북오프 한큐 쓰카구치 역점

### 그 외
당역 주변(특히 북문)에는 은행 등 금융 기관이 밀집하여 있다(모두 "쓰카구치 지점").
- 소노다가쿠엔 여자 대학
- 소노다가쿠엔 중학교, 고등 학교
- 효고 현립 아마가사키키타 고등학교
- 피콜로 극장(효고 현립 아마가사키 청소년 창조 극장)
- 아마가사키키타 경찰서
- 아마가사키 시 소방국 기타 소방서 쓰카구치 출장소
- 아마가사키키타 우체국
  - 유초 은행 아마가사키점
- 아마가사키 쓰카구치 우체국
- 아마가사키 미나미쓰카구치 우체국
- JA뱅크 효고
- 아마가사키 신용 금고
- 이케다센슈 은행
- 미즈호 은행
- 미쓰이스미토모 은행
- 미쓰비시도쿄UFJ은행
- 미쓰이스미토모 신탁 은행
- 코프 고베 쓰카 구치점

## 버스 노선
남구에는 한신버스 아마가사키 시내선, 북구에는 이타미시 교통국이 운행한다.

### 남구
정류장 이름은 '한큐 츠카구치'이다.
| 승강장 | 계통 | 목적지                              | 비고 |
| ------ | ---- | ----------------------------------- | ---- |
| 1      | 13   | 한신 아마가사키                     |      |
| 1      | 13-2 | 한신 아마가사키                     |      |
| 1      | AD2  | 아마가사키 드라이브 학교 앞         |      |
| 2      | 12   | 한신 쿠이세                         |      |
| 2      | 21   | 한큐 소노다                         |      |
| 2      | 21-2 | 도노우치                            |      |
| 3      | 14   | 한신데야시키                        |      |
| 3      | 30   | 무코가와・JR타치바나・리서치코어 앞 |      |
| 3      | 31   | 한신 아마가사키                     |      |
| 4      | 58   | JR 아마가사키                       |      |

### 북구
정류장 이름은 '츠카구치'이다.
예전에는 구 아마가사키 시영버스 (현재 한신버스 아마가사키 시내선) 도 이용했지만, 운행하던 노선(JR 이나데라역 방면)의 폐지로 인해 운행이 종료되었다.
| 승강장 | 계통 | 목적지            | 비고 |
| ------ | ---- | ----------------- | ---- |
| 1      | 33   | JR 이타미         |      |
| 1      | 34   | 한큐 이타미       |      |
| 1      | 35   | 고야노사토        |      |
| 1      | 41   | 야마다            |      |
| 1      | 43   | 야마다            |      |
| 1      | 61   | 삼사단・교통국 앞 |      |
| 1      | 62   | 삼사단・교통국 앞 |      |
| 2      | 37   | JR 이타미         |      |
| 2      | 40   | 삼사단・교통국 앞 |      |

## 사진

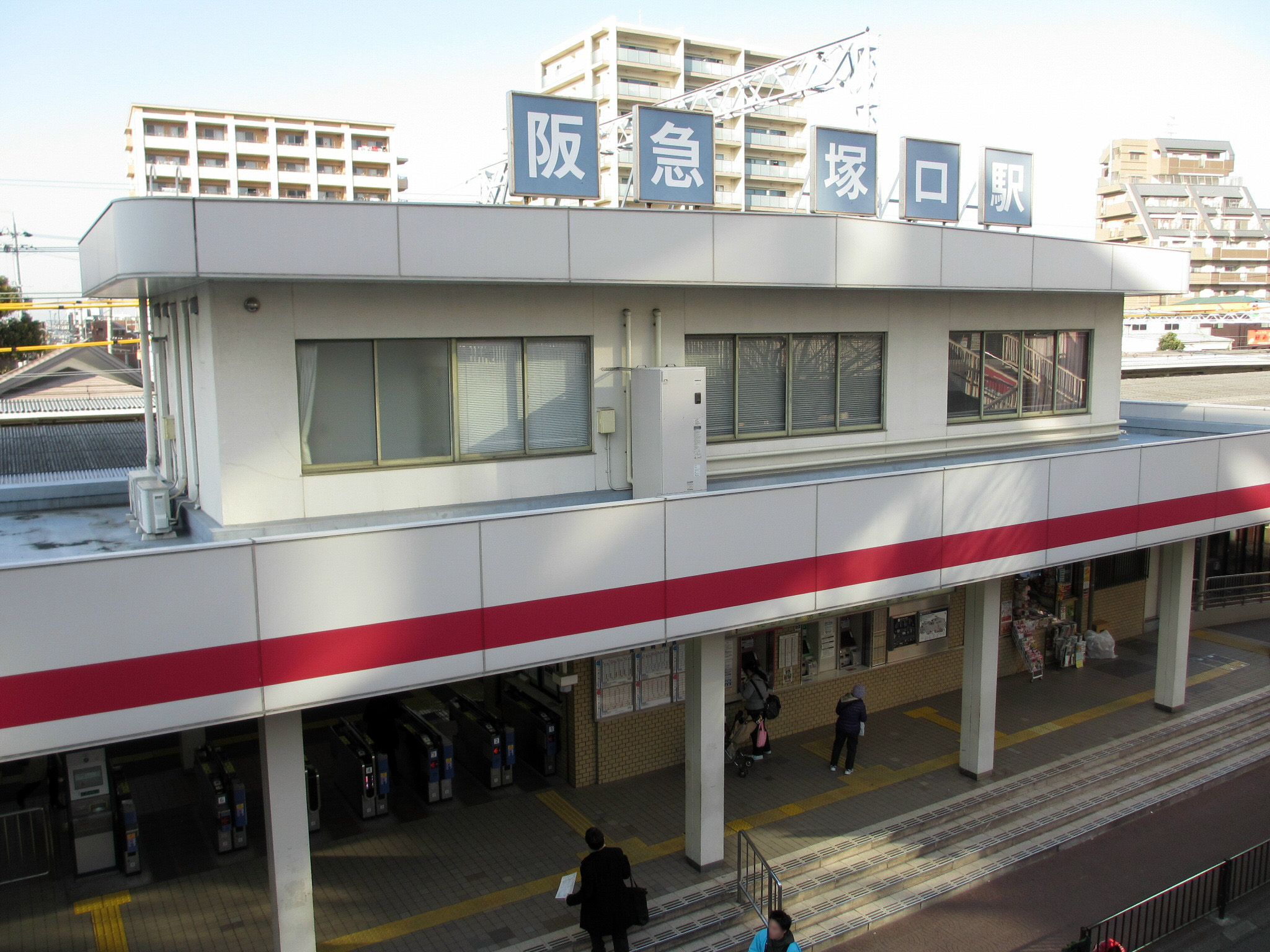
북쪽 출입구
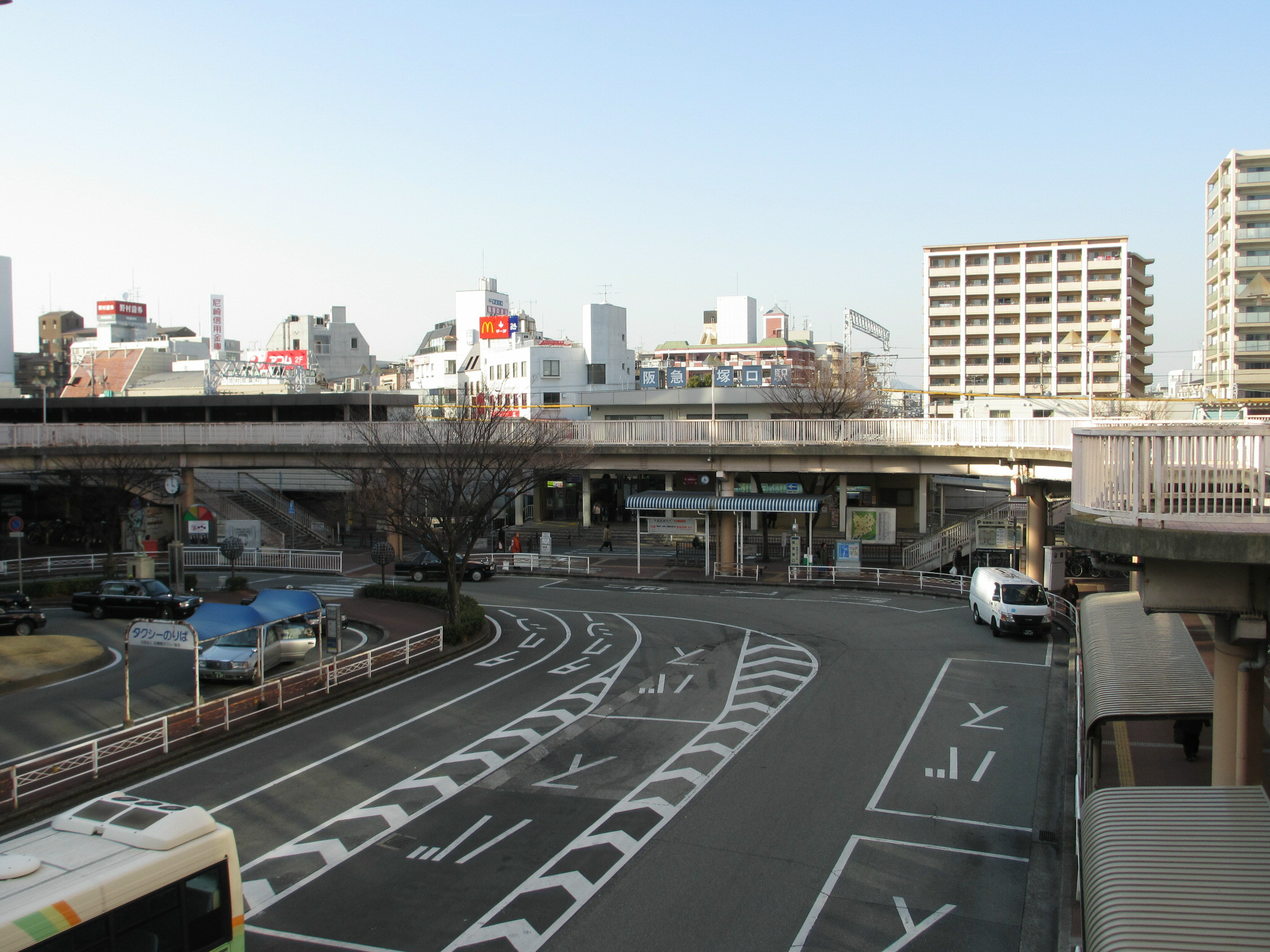
역전 광장
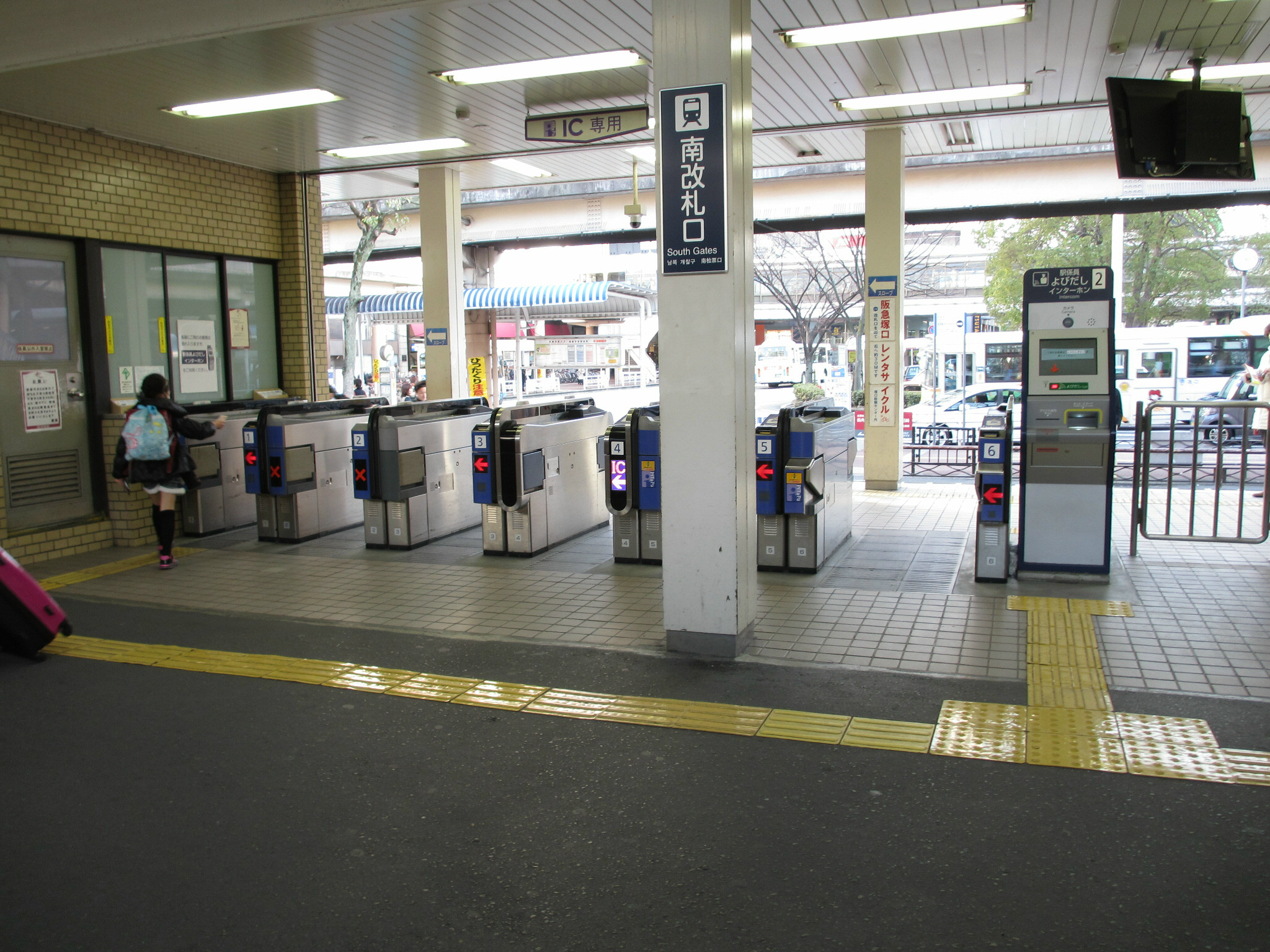
남쪽 개찰구
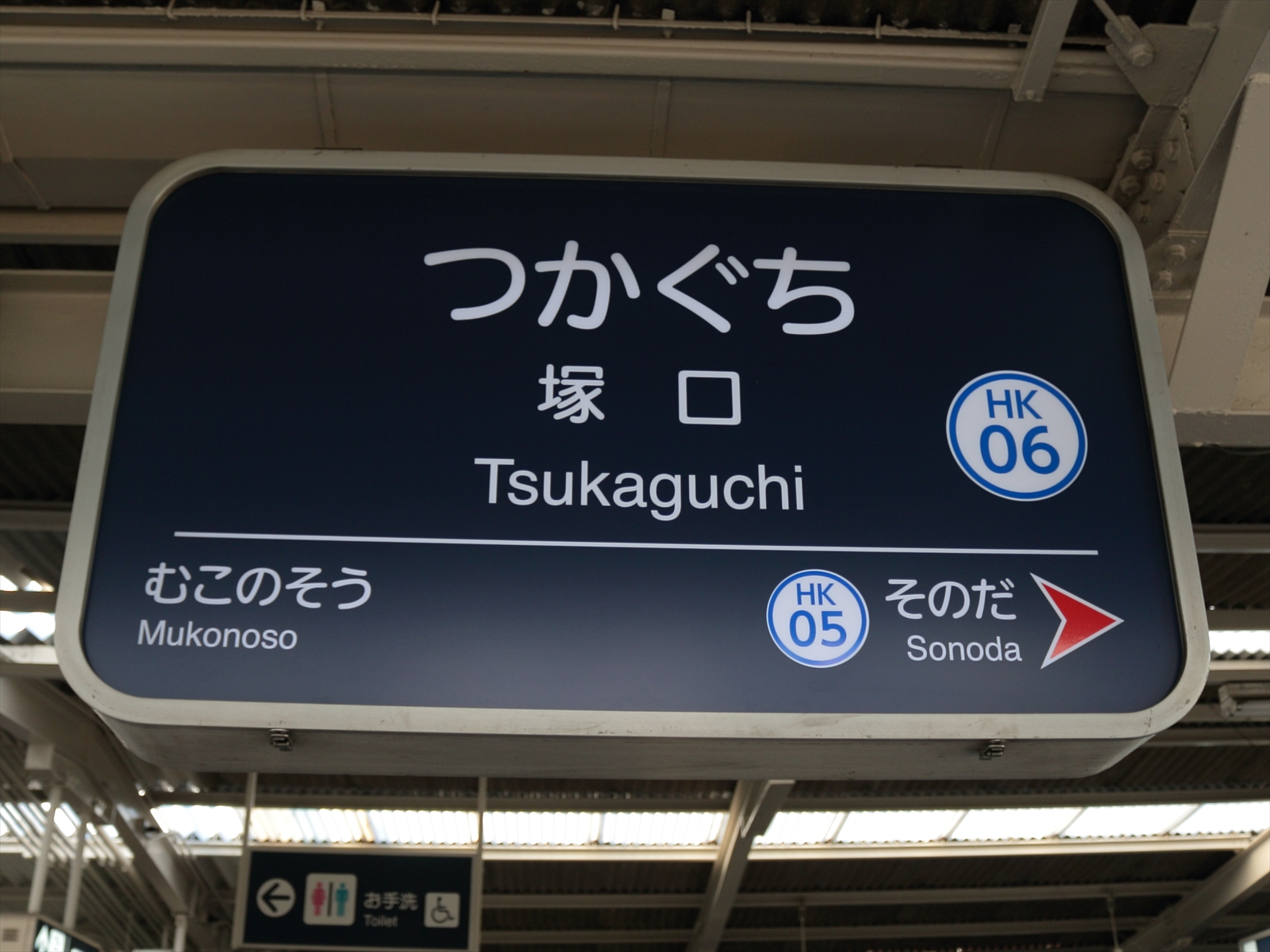
교토 본선 역명판
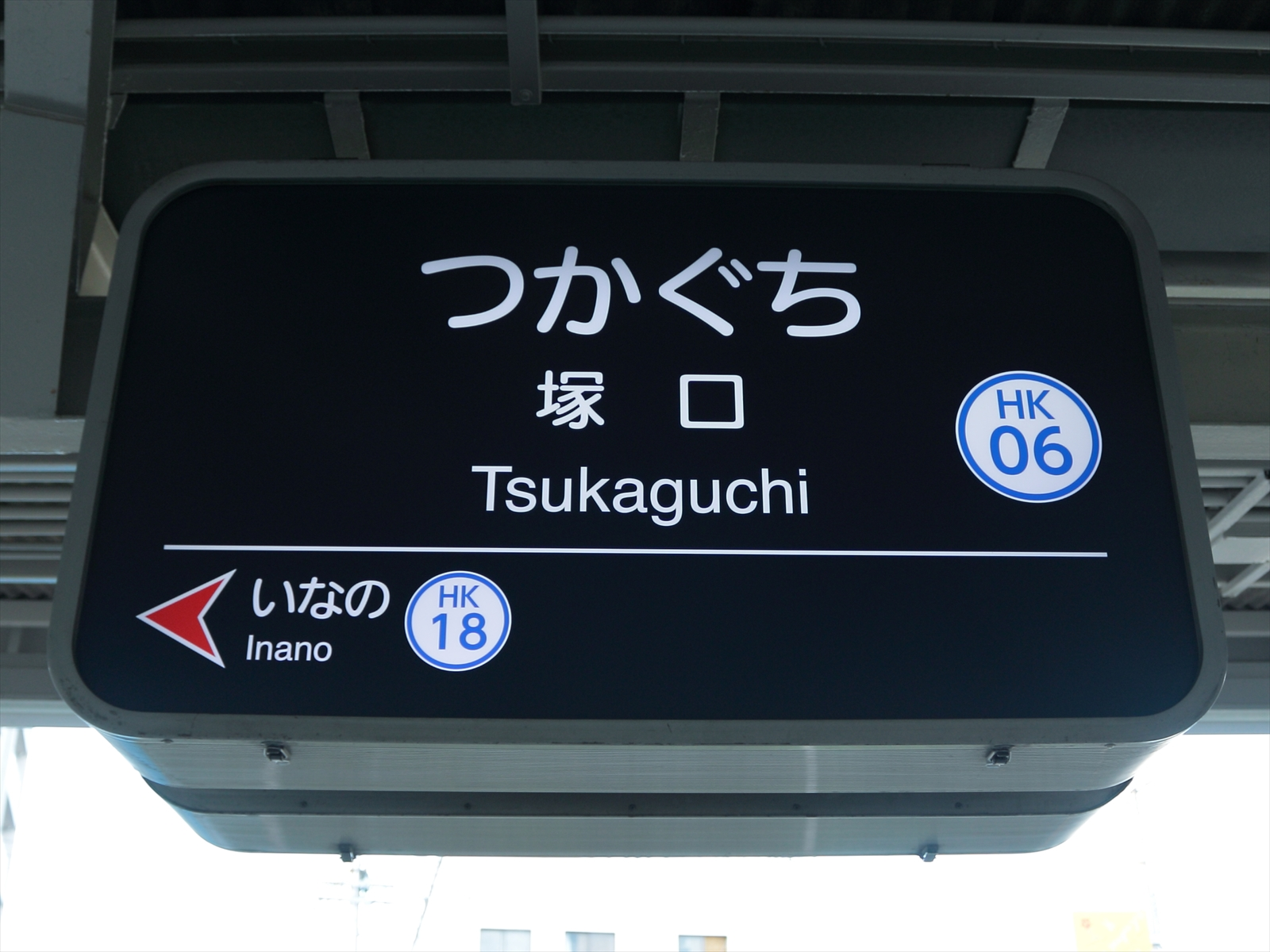
이타미 선 역명판

## 인접역
| 한큐 전철 ■ 고베 본선        | 한큐 전철 ■ 고베 본선                            | 한큐 전철 ■ 고베 본선                  |
| ---------------------------- | ------------------------------------------------ | -------------------------------------- |
| HK-03 주소 우메다 방면       | ■ 직통특급 "아타고" ■ 통근특급 ■ 쾌속급행 ■ 급행 | 니시노미야키타구치 HK-08 신카이치 방면 |
| HK-03 주소 우메다 방면       | ■ 직통특급 "토게쓰"                              | 몬도야쿠진 HK-23 다카라즈카 방면       |
| HK-03 주소 우메다 방면       | ■ 준급(우메다 행만)                              | 몬도야쿠진 HK-23 다카라즈카 방면       |
| HK-03 주소 우메다 방면       | ■ 통근급행(당역 ~ 산노미야 역간 각역정차)        | 무코노소 HK-07 신카이치 방면           |
| HK-05 간자키가와 우메다 방면 | ■ 보통                                           | 무코노소 HK-07 신카이치 방면           |
| 한큐 전철 ■ 이타미 선        |                                                  |                                        |
| 시·종착역                    | 전 열차 각역정차                                 | 이나노 HK-18 이타미 방면               |